# Боринка Цветкова
Боринка Цветкова Петрова е българска шивачка, герой на социалистическия труд.

## Биография
Родена е на 18 октомври 1941 г. във видинското село Гюргич. Работи като шивачка в завод „Вида“ във Видин. На 13 юни 1985 г. с указ № 1975 е обявена за герой на социалистическия труд. От 5 април 1986 до 13 декември 1988 г. е кандидат-член на ЦК на БКП, а от 13 декември 1988 г. до 1990 г. е член на ЦК на БКП.